# Poznanj
Poznanj (poljski: Poznań, njemački: Posen, latinski: Posnania, jidiš: פוזנא or פּױזן Poyzn) je jedan od najstarijih i (po broju stanovnika) najvećih gradova u Poljskoj. Leži na rijeci Warti. Središte je Velikopoljskog vojvodstva, a smješteno je između Berlina i Varšave i važno je cestovno i željezničko križanje u Poljskoj te ima i međunarodnu zračnu luku.

## Zemljopis
Poznanj pokriva površinu od 261.3 km2. Njegova najviša točka na nadmorskoj visini od 157 m je vrhunac Gora Moraska u prirodnom rezervatu na sjeveru grada. Najniža nadmorska visina je 60 m u dolini rijeke Warte.

## Administratnivna podjela
Poznanj je podijeljen u 42 naselja (osiedles), od kojih svako ima svoje izabrano vijeće za donošenje odluka. 
Staru podjelu grada koja je vrijedila do 1990. godine činili su pet dzielnica (četvrti):
- Stare Miasto ("Stari grad"), 161.200 stanovnika, površine 47,1 km2, koja obuhvaća središnje i sjeverne dijelove grada
- Nowe Miasto ("Novi grad"), 141.424 stanovnika, površine 105,1 km2, uključuje sve dijelove grada na desnoj strani (istok) obali Warte
- Grunwald, 125.500 stanovnika, površine 36,2 km2, koja obuhvaća jugozapadne dijelove grada
- Jeżyce, 81.300 stanovnika, površine 57,9 km2, koja obuhvaća sjevernozapadnoe dijelove grada
- Wilda, 62.290 stanovnika, površine 15,0 km2, na južnom dijelu grada

## Promet
Poznań ima veliku sustav javnog prijevoza, koji se sastoji od tramvaja te gradski i prigradski autobusa. Glavni željeznički kolodvor je Poznań Główny jugozapadno od centra grada, također ima i manje kolodvore Poznań Wschód i Poznań Garbary sjeveroistočno od centra, te niz drugih stanica na rubovima grada. Željezničke veze dovode do mnogih gradova, npr. Varšava, Gdanjsk, Szczecin, Wrocław, Krakov, Łódź i Berlin. Glavni prometni pravac u smjeru istok-zapad (Varšava-Njemačka) je autocesta A2 autostrada južno od grada, a druge glavne prometnice su u smjeru Varšave, Bydgoszcza, Wągrowieca, Obornika, Katowica, Wroclawa, Buka i Berlina. Intenzivni program cestovne izgradnje i poboljšanja u i oko grada u tijeku je priprema za domaćinstvo nogometnih utakmica za Euro 2012. Poznanj također ima jednu od najvećih zračnih luka na zapadu Poljske koje se zove Zračna luka Poznanj-Ławica (poljski: Port lotniczy Poznań-Ławica ).

## Gradovi prijatelji
| - Bugarska, Plovdiv - Nizozemska, Assen - Rumunjska, Braşov - Češka, Brno - Njemačka, Hannover | - Finska, Jyväskylä - Izrael, Ra'anana - Ukrajina, Harkiv - Palestina, Nablus - Ujedinjeno Kraljevstvo, Nottinghamshire - Španjolska, Pozuelo de Alarcón | - Francuska, Rennes - NR Kina, Shenzhen - SAD, Toledo - Mađarska, Győr - Gruzija, Kutaisi |

## Građevine
- Arhikatedralna bazilika sv. Petra i Pavla
- Stadion Miejski

## Šport
- Lech Poznań, nogometni klub

## Poznate osobe
- Łucja Danielewska, poljska književnica i prevoditeljica, prevela brojne hrvatske pisce na poljski jezik
- Paul von Hindenburg, njemački feldmaršal i političar
- Bartosz Bosacki, poljski nogometaš
- Zygmunt Bauman, poljski sociolog i filozof

## Galerija
- Stadion Miejski
- Polwiejska ulica jedna od mnogih pješačkih zona u centru grada
- Panorama centra grada
- Gradska kuća (Ratusz)
- Stari trgovački trg
- Gradski tramvaj
- Knjižnica Raczyński
- Zgrada opere

## Vanjske poveznice
- Službene stranice grada